# 동래부사 유심 선정비
동래부사 유심 선정비(東萊府使 柳沈 善政碑)는 부산광역시 남구 대연동 시립박물관에 있는 조선시대의 비석이다. 2001년 10월 17일 부산광역시의 문화재자료 제8호로 지정되었다.

## 개요
선정비는 지방관리의 공적을 기리기 위한 비석인데, 이 선정비는 동래부사를 지낸 유심(柳淰)의 선정을 기리기 위한 비석이다.
전체적으로 비몸에 비해 머릿돌과 받침돌이 다소 작은 편이나 조각 기법이 조선시대의 서민적이고 해학적인 면이 잘 나타나 있다. 조선 효종 2년(1651)에 세운 이 비석은 비몸, 받침돌, 머릿돌 등 거의 훼손된 부분이 없이 보존이 잘 되어 있으며, 세운 연대와 석재를 다듬은 석공(石工)의 이름이 새겨져 있다.
온전한 형태를 잘 간직하고 있는 이 비석은 부산지역에 세워진 선정비로서는 규모가 큰 편에 속할 뿐만 아니라 세워질 당시의 조각 양식을 이해하는데 중요한 자료이다.

## 갤러리
- 배면.

## 참고 자료
- 동래부사유심선정비 - 국가유산청 국가유산포털